# Good Girl Gone Bad
Good Girl Gone Bad – trzeci album studyjny nagrany przez wokalistkę R&B Rihannę, wydany dnia 30 maja 2007 w większości krajów europejskich i 5 czerwca w Stanach Zjednoczonych. Wydawnictwo osiągnęło światowy sukces sprzedając się w liczbie 6 milionów egzemplarzy oraz stając się najlepiej sprzedającym wydawnictwem muzycznym w roku 2007. Single promujące album w większości stały się hitami, z których największy sukces odniosły "Umbrella" oraz "Don't Stop the Music" – oba utwory znalazły się na pierwszej pozycji światowego notowania.
Album doczekał się reedycji w czerwcu 2008, rok po premierze standardowej wersji, pod tytułem Good Girl Gone Bad: Reloaded. Wersja deluxe edition składająca się z podwójnego dysku wzbogacona została o trzy premierowe utwory – amerykański oraz brytyjski singel numer jeden "Take a Bow", piosenkę nagraną wspólnie z zespołem Maroon 5 "If I Never See Your Face Again" i kolejną kompozycję, która osiągnęła numer jeden notowania Billboard Hot 100, "Disturbia". Album został odznaczony przez RIAA statusem podwójnej platyny za sprzedaż w USA w postaci 2 milionów egzemplarzy.

## Produkcja i tytuł
Po wydaniu i promocji drugiego albumu, A Girl Like Me z roku 2006, Rihanna rozpoczęła prace nad nowym albumem. Na początku 2007 nawiązała współpracę z Ne-Yo, artystą działającym w tej samej wytwórni oraz twórcą jej singla "Unfaithful", by wyprodukował nowe utwory i pomógł Rihannie pracować nad głosem. Oprócz wokalisty, piosenkarka zaprosiła do studia znanych z wcześniejszej współpracy z Rihanną duet Evan i Carl, producenta Seana Garetta oraz drużynę producencką Stargate. Wraz z rozpoczęciem prac, artystkę wspomogli także Timbaland, will.i.am i J.R. Rotem. W większości utwory z albumu nagrane zostały w Los Angeles, Kalifornia równolegle z sesją nagraniową na drugi album A Girl Like Me, kończąc pracę pod koniec lutego 2007.
Rihanna sama przyznała, że inspiracją do stworzenia Good Girl Gone Bad był debiutancki album Brandy z roku 2004, Afrodisiac: "Tego albumu słucham całe dnie i noce. Kiedy byłam w studiu cały czas słuchałam „krążka” Brandy i naprawdę zachwycałam się piosenkami, bo każdy utwór znajdujący się na albumie jest świetny. Możesz słuchać tego „krążka” w całości. I myśląc nad koncepcją mojego nowego longplayu powiedziałam sobie 'Wiesz co? Muszę stworzyć album taki jak ten'".
Gatunki muzyczne na albumie są nieco inne w porównaniu z poprzednimi płytami artystki. Good Girl Gone Bad bogaty jest w melodyczne, danceowe piosenki zawierające melodie klubowe inspirowane R&B oraz balladami. W jednym z wywiadów dotyczących muzyki z albumu, Rihanna wyznała, "każdy album jest inny, jednak w tym momencie chcę tworzyć melodyczne piosenki podczas których ludzie będą chcieli tańczyć. Mimo to chcę być nadal pełna soulu."
Podczas wywiadu w brytyjskiej stacji radiowej Capital FM, Rihanna wyjaśniła znaczenie i powody nadania albumowi właśnie takiego tytułu: "Zło nie jest efektem nieróbstwa. Każdy ma inne odczucie do terminu zła i w mojej opinii jest to w pewnym sensie bunt wyrażony właśnie w postaci albumu, który łamie moją skorupę. Podejmuję ryzyko."

## Promocja
W 2007 roku Rihanna zagrała kilka krótkich koncertów promocyjnych w Wielkiej Brytanii na których wystąpiła śpiewając piosenki "Umbrella", "Shut Up and Drive" i "Breakin' Dishes". W Stanach Zjednoczonych artystka zaprezentowała utwór "Umbrella" podczas MTV Movie Awards 2007. "Hate That I Love You" natomiast piosenkarka zaśpiewała na gali American Music Awards 2007, a kompozycje "Umbrella" oraz "Don't Stop the Music" uświetniły galę rozdania nagród Grammy w 2008. Podczas MTV Video Music Awards w roku 2008 wokalistka zaśpiewała utwór "Disturbia", a na gali American Music Awards 2008 – "Rehab".

## Wydanie albumu
W Wielkiej Brytanii Good Girl Gone Bad stał się pierwszym albumem Rihanny, który zajął pierwszą pozycję na oficjalnym notowaniu najlepiej sprzedających się płyt w pierwszym tygodniu od premiery sprzedając się w postaci 53 tys. egzemplarzy. Do końca roku 2007 longplay sprzedał się na samych Wyspach Brytyjskich w 560 tys. kopii, stając się dziesiątym w kolejności z najchętniej kupowanych płyt w ciągu roku. Do tej pory album uzyskał status czterokrotnej platyny sprzedając się w samej Wielkiej Brytanii w postaci 1,2 milionów egzemplarzy. Po wydaniu reedycji albumu, Good Girl Gone Bad zanotował awans o kilka miejsc na 11. pozycję, by trzy tygodnie później – rok po premierze standardowej wersji – znalazł się w trójce najczęściej kupowanych albumów zajmując 3. miejsce.
W Stanach Zjednoczonych single sprzedały się w ponad 10 milionach egzemplarzy. Album zyskał status podwójnej platyny wydany przez RIAA za sprzedaż w postaci 2 milionów kopii. Longplay zadebiutował na drugim miejscu, nie pokonując na notowaniu Billboard 200 jedynie T-Paina, z dorobkiem 168 tys. sprzedanych egzemplarzy w pierwszym tygodniu od daty premiery. W Kanadzie album sprzedał się w 232 tys. kopii w ciągu roku 2007 stając się szóstym w kolejności z najchętniej kupowanych albumach. Do tej pory osiągnął status potrójnej platyny sprzedając się jedynie na kanadyjskim rynku muzycznym w postaci 300 tys. egzemplarzy. Na światowym notowaniu najlepiej sprzedających się albumów płyta zadebiutowała na pierwszej pozycji ze sprzedażą w postaci 278 tys. egzemplarzy w skali światowej, stając się pierwszym artystki zajmującym pierwszą pozycję zarówno na świecie jak i Wielkiej Brytanii. Od momentu ukazania się Good Girl Gone Bad na rynku muzycznym, longplay dostał się w ręce ponad 6,7 milionów odbiorców i jest najlepiej sprzedającym się albumem wokalistki. Album znalazł się na szczytach oficjalnych notowań w ponad dziesięciu krajach świata. W roku 2007 album był trzynastą w kolejności, najchętniej kupowaną płytą na świecie sprzedając się w postaci 3,218 mln kopii.
W Europie longplay został odznaczony przez IFPI potrójną platyną za sprzedaż w postaci 3 milionów egzemplarzy stając się jednym z najlepiej sprzedających się albumów w roku 2007. We Francji album zadebiutował na 15. pozycji i kilka tygodni później opuścił notowanie Top 150 najlepiej sprzedających się albumów do momentu, gdy na rynek muzyczny wydany został singel "Don't Stop the Music" – album powrócił na notowanie jednak nie osiągnął wyższej pozycji od 15. miejsca. Ponad rok i miesiąc po premierze standardowej wersji oraz po występie Rihanny we francuskiej wersji programu Fabryka Gwiazd zanotował największy awans z 43. miejsca na 11. pozycję. Następnego tygodnia Good Girl Gone Bad zajął 8. miejsce stając się pierwszym albumem wokalistki, który znalazł się w Top 10 francuskiego notowania najchętniej kupowanych albumów.

### Single
- "Umbrella" — główny singel promujący album. "Umbrella" ukazał się w marcu 2007 w Stanach Zjednoczonych i w maju w pozostałych krajach świata. Singel zdobył szczyt notowania Billboard Hot 100 dnia 9 czerwca 2007 i zajmował pierwszą pozycję przez siedem tygodni[7]. Kompozycja znalazła się również na szczycie listy UK Singles Chart, zajmując najwyższe miejsce przez dziesięć tygodni, stając się w tym kraju singlem o najdłuższym pobycie na pierwszej pozycji tej dekady[28]. Singel znalazł się na pierwszym miejscu w dwudziestu siedmiu krajach świata i był najpopularniejszą kompozycją promującą album. Według IFPI, do końca listopada 2007 roku "Umbrella" sprzedał się w postaci 6,6 milionów egzemplarzy[29].
- "Shut Up and Drive" — drugi singel. "Shut Up and Drive" ukazał się w sierpniu 2007 i nie zyskał tak ogromnej popularności co poprzedni singel, zajmując pozycje w Top 5 oficjalnych notowań w Australii, Finlandii, Holandii, Irlandii i Wielkiej Brytanii oraz w Top 20 w szesnastu krajach świata[30].
- "Don't Stop the Music" — trzeci europejski, czwarty amerykański singel. "Don't Stop the Music" stał się kolejnym singlem artystki, który zyskał na ogromnej popularności, zajmując pierwsze miejsce w dziesięciu krajach świata oraz trzecią pozycję na notowaniu Billboard Hot 100. Singel znalazł się w Top 10 notowań w dwudziestu pięciu krajach[8].
- "Hate That I Love You" — czwarty europejski, trzeci amerykański singel. "Hate That I Love You" nagrany został w dwóch wersjach – anglojęzycznej z gościnnym udziałem Ne-Yo oraz hiszpańskojęzycznej z wokalem Davida Bisbala. Kompozycja zyskała sukces w Stanach Zjednoczonych, zajmując siódmą pozycję na notowaniu Billboard Hot 100[31].
- "Take a Bow" — reedycję albumu Good Girl Gone Bad: Reloaded, promował singel "Take a Bow", który znalazł się na szczycie oficjalnych notowań w Wielkiej Brytanii, Irlandii, Kanadzie i Stanach Zjednoczonych oraz zajął pozycje w Top 10 w ponad trzynastu krajach świata[9]. Singel zanotował największy awans w historii notowania Canadian Hot 100 oraz trzeci w historii notowania Billboard Hot 100. Był to drugi utwór promujący album, który znalazł się na szczytach oficjalnych notowań w obu krajach[32].
- "If I Never See Your Face Again" — drugi singel promujący reedycję. "If I Never See Your Face Again" to remiks piosenki oryginalnie nagranej przez zespół pop rock Maroon 5, który znalazł się w Top 40 w większości krajów europejskich oraz w Kanadzie. Utwór nie zyskał na popularności w Stanach Zjednoczonych, osiągając jako najwyższe 51. miejsce na notowaniu Billboard Hot 100[10].
- "Disturbia" — trzeci singel promujący reedycję. "Disturbia" ukazał się dnia 17 czerwca 2008 i zadebiutował na notowaniu Hot 100 na 18. pozycji (jest to do tej pory najwyższy debiut z singli artystki na tejże liście)[11]. Singel stał się trzecim singlem artystki, który znalazł się na szczycie notowania Billboard Hot 100. Piosenka zajęła również pierwsze miejsce w Nowej Zelandii, czyniąc z utworu drugi singel numer jeden z albumu w tymże kraju po kompozycji "Umbrella"[33]. Utwór znalazł się w Top 10 oficjalnych notowań w Wielkiej Brytanii, Irlandii, Australii, Kanadzie i ponad osiemnastu pozostałych krajów świata. Teledysk do singla ukazał się 24 lipca 2008.
- "Rehab" — początkowo ósmym singlem promującym album Good Girl Gone Bad miał być utwór "Breakin' Dishes", jednak plany te wycofano na rzecz kompozycji "Rehab". Singel ukazał się 7 października 2008[34]. Wokalistka zaprezentowała utwór podczas gali American Music Awards 2008.

## Lista utworówGood Girl Gone Bad

### Wersja standardowa
1. "Umbrella" (featuring Jay-Z) (Christopher Stewart, Terius Nash, Kuk Harrell, Shawn Carter) – 4:35
2. "Push Up on Me" (J. R. Rotem, Makeba Riddick, Lionel Richie, Cynthia Weil) – 3:15
3. "Don't Stop the Music" (Tor Erik Hermansen, Mikkel S. Eriksen, T. Dabney, Michael Jackson) – 4:27
4. "Breakin' Dishes" (Christopher Stewart, Terius Nash) – 3:20
5. "Shut Up and Drive" (Evan Rogers, Carl Sturken, Stephen Morris, Peter Hook, Bernard Sumner, Gillian Gilbert) – 3:33
6. "Hate That I Love You" (featuring Ne-Yo) (Shaffer Smith, Tor Erik Hermansen, Mikkel S. Eriksen) – 3:39
7. "Say It" (Makeba Riddick, Quaadir Atkinson, Ewart Brown, Clifton Dillon, Lowell Dunbar, Brian Thompson) – 4:10
8. "Sell Me Candy" (Terius Nash, Makeba Riddick, Timothy Mosley) – 2:45
9. "Lemme Get That " (Terius Nash, Timothy Mosley, Shawn Carter) – 3:41
10. "Rehab" (featuring Justin Timberlake) (Justin Timberlake, Timothy Mosley, Hannon Lane) – 4:54
11. "Question Existing" (Shaffer Smith, Shea Taylor, Shawn Carter) – 4:06
12. "Good Girl Gone Bad" (Shaffer Smith, Tor Erik Hermansen, Mikkel S. Eriksen, Lene Marlin) – 3:33

Utwory bonusowe:
1. "Cry" – 3:55 (nieamerykański utwór bonusowy)
2. "Haunted" – 4:09 (japoński utwór bonusowy)
3. "Umbrella" (wersja akustyczna) – 4:36 (UK iTunes utwór bonusowy)

### Edycja deluxe zawierające remiksy
Ukazała się również wersja deluxe albumu pod nazwą Good Girl Gone Bad: Deluxe Edition Featuring Dance Remixes.
Dysk 1:
1. "Umbrella" (featuring Jay-Z) (Christopher Stewart, Terius Nash, Kuk Harrell, Shawn Carter) – 4:35
2. "Push Up on Me" (J. R. Rotem, Makeba Riddick, Lionel Richie, Cynthia Weil) – 3:15
3. "Don't Stop the Music" (Tor Erik Hermansen, Mikkel S. Eriksen, T. Dabney, Michael Jackson) – 4:27
4. "Breakin' Dishes" (Christopher Stewart, Terius Nash) – 3:20
5. "Shut Up and Drive" (Evan Rogers, Carl Sturken, Stephen Morris, Peter Hook, Bernard Sumner, Gillian Gilbert) – 3:33
6. "Hate That I Love You" (featuring Ne-Yo) (Shaffer Smith, Tor Erik Hermansen, Mikkel S. Eriksen) – 3:39
7. "Say It" (Makeba Riddick, Quaadir Atkinson, Ewart Brown, Clifton Dillon, Lowell Dunbar, Brian Thompson) – 4:10
8. "Sell Me Candy" (Terius Nash, Makeba Riddick, Timothy Mosley)  – 2:45
9. "Lemme Get That " (Terius Nash, Timothy Mosley, Shawn Carter) – 3:41
10. "Rehab" (featuring Justin Timberlake) (Justin Timberlake, Timothy Mosley, Hannon Lane) – 4:54
11. "Question Existing" (Shaffer Smith, Shea Taylor, Shawn Carter) – 4:06
12. "Good Girl Gone Bad" (Shaffer Smith, Tor Erik Hermansen, Mikkel S. Eriksen, Lene Marlin) – 3:33
13. "Cry" – 3:55 (nieamerykański utwór bonusowy)

Dysk 2:
1. "Umbrella" (featuring Jay-Z) [Seamus Haji & Paul Emanuel Remix]
2. "Shut Up and Drive" [The Wideboys Club Mix]
3. "Breakin' Dishes" [Soul Seekerz Remix]
4. "Don't Stop the Music" [The Wideboys Club Mix]
5. "Question Existing" [The Wideboys Club Mix]
6. "Hate That I Love You" (featuring Ne-Yo) [K-Klassic Remix]
7. "Push Up on Me" [Moto Blanco Club Mix]
8. "Good Girl Gone Bad" [Soul Seekerz Remix]
9. "Haunted" [Steve Mac Classic Mix]
10. "Say It" [Soul Seekerz Remix]
11. "Cry" [Steve Mac Classic Mix]
12. "SOS" [Digital Dog Remix]

## Good Girl Gone Bad: Reloaded
W czerwcu 2008 Rihanna wydała reedycję albumu pod tytułem Good Girl Gone Bad: Reloaded zawierającą dodatkowy dysk DVD. Na albumie, oprócz dwunastu pozycji ze standardowej wersji longplayu znalazły się trzy premierowe utwory – brytyjski singel numer jeden "Take a Bow", remiks kompozycji "If I Never See Your Face Again" zespołu Maroon 5 z udziałem wokalnym artystki i amerykańska piosenka numer jeden "Disturbia". Na dodatkowej płycie DVD znalazły się materiały video zza kulis powstawania albumu oraz cztery występy z trasy koncertowej wokalistki. Całość opakowana została w specjalnym digipaku.

### Wersja standardowa
1. "Umbrella" (feat. Jay-Z) – 4:36
2. "Push Up on Me" – 3:15
3. "Don't Stop the Music" – 4:27
4. "Breakin' Dishes" – 3:21
5. "Shut Up and Drive" – 3:33
6. "Hate That I Love You" (feat. Ne-Yo) – 3:39
7. "Say It" – 4:11
8. "Sell Me Candy" – 2:46
9. "Lemme Get That" – 3:41
10. "Rehab" – 4:55
11. "Question Existing" – 4:07
12. "Good Girl Gone Bad" – 3:33
13. "Disturbia" (Robert Allen, Andre Merritt, Chris Brown) – 3:59
14. "Take a Bow"(S. Smith, T.E. Hermansen, M.S. Eriksen) – 3:49
15. "If I Never See Your Face Again"(Maroon 5 feat. Rihanna) (Adam Levine, James Valentine) – 3:18

### Utwory bonusowe
1. "Cry" – 3:55 (UK, Irlandia, Australia utwór bonusowy)
2. "Haunted" – 4:10  (japoński utwór bonusowy)
3. "Hate That I Love You" (feat. Hins Cheung) (azjatycki utwór bonusowy)
4. "Hate That I Love You" – 3:41 (feat. David Bisbal) (Ameryka Łacińska & Hiszpania utwór bonusowy)

### DVD
1. "24 minutowy "Behind-the-Scenes" dokumentujący zawierający:"
2. "Breakin' Dishes" (live)
3. "Push Up on Me" (live) (bądź "Push Up" jak widnieje na DVD)
4. "Hate That I Love You" (live)
5. "Unfaithful" (live)

## Good Girl Gone Bad: Reloaded (Deluxe/DVD edition)
Album Good Girl Gone Bad: Reloaded doczekał się reedycji w listopadzie 2008 wydanej jedynie w Europie pod nazwą deluxe edition. Na płycie znalazło się szesnaście utworów – wszystkie z albumu Good Girl Gone Bad: Reloaded oraz kompozycja "Cry" znana jako brytyjski utwór bonusowy ze standardowej edycji albumu. Dodatkowa płyta DVD zawiera archiwum z trasy koncertowej promującej longplay.

### Lista utworów
1. "Umbrella" – 4:36
2. "Push Up on Me" – 3:15
3. "Don't Stop the Music" – 4:27
4. "Breakin' Dishes" – 3:21
5. "Shut Up and Drive" – 3:33
6. "Hate That I Love You" – 3:39
7. "Say It" – 4:11
8. "Sell Me Candy" – 2:46
9. "Lemme Get That" – 3:41
10. "Rehab" – 4:55
11. "Question Existing" – 4:07
12. "Good Girl Gone Bad" – 3:33
13. "Cry"- 3:54
14. "Disturbia" – 3:59
15. "Take a Bow" – 3:49
16. "If I Never See Your Face Again" – 3:18

+ Z archiwum Good Girl Gone Bad Tour DVD

## Good Girl Gone Bad: The Remixes
Płyta została też zremiskowana przez światowej sławy DJ-ów. Wydana została 27 stycznia 2009 roku, w Wielkiej Brytanii 2 lutego 2009. Są zremiskowane kawałki z reedycji: "Disturbia" i Take a Bow, ale nie ma duetu Rihanny i Maroon 5 "If I Never See Your Face Again". "Umbrella" została zmiksowana dwa razy. Album zadebiutował na 106. miejscu amerykańskiej listy Billboard 200.
1. "Umbrella (feat. Jay-Z)" (Seamus Haji & Paul Emanuel Remix)) – 4:35
2. "Disturbia" ((Jody den Broeder Remix) – 3:51
3. "Shut Up and Drive" (The Wideboys Remix) – 3:39
4. "Don't Stop the Music" (Jody den Broeder Remix) – 3:10
5. "Take a Bow" (Tony Moran & Warren Riggs Remix) – 4:02
6. "Breakin' Dishes" (Soul Seekerz Remix) – 3:19
7. "Hate That I Love You" (K-Klassic Remix) – 3:58
8. "Question Existing" (The Wideboys Remix) – 3:40
9. "Push Up on Me" (Moto Blanco Remix) – 3:29
10. "Good Girl Gone Bad" (Soul Seekerz Remix) – 3:28
11. "Say It" (Soul Seekerz Remix) – 4:20
12. "Umbrella" (Lindbergh Palace Remix) – 3:54

## Daty wydania
Edycja standardowa
| Państwo                              | Data            |
| ------------------------------------ | --------------- |
| Japonia                              | 30 maja 2007    |
| Holandia, Niemcy, Polska, Włochy     | 1 czerwca 2007  |
| Francja, Portugalia, Wielka Brytania | 4 czerwca 2007  |
| Kanada, Stany Zjednoczone            | 5 czerwca 2007  |
| Hiszpania                            | 7 czerwca 2007  |
| Australia                            | 9 czerwca 2007  |
| Chiny, Filipiny                      | 28 czerwca 2007 |
| Brazylia                             | 18 lipca 2007   |
| Bliski Wschód                        | 21 lipca 2007   |

Edycja Reloaded
| Państwo            | Data                                                     |
| ------------------ | -------------------------------------------------------- |
| Wielka Brytania    | 2 czerwca 2008 (Tylko CD) 16 czerwca 2008 (CD/Bonus DVD) |
| Niemcy, Szwajcaria | 12 czerwca 2008                                          |
| Europa             | 13 czerwca 2008                                          |
| Stany Zjednoczone  | 17 czerwca 2008                                          |
| Australia          | 20 czerwca 2008                                          |
| Singapur           | 20 czerwca 2008                                          |
| Japonia, Filipiny  | 25 czerwca 2008                                          |
| Brazylia           | 30 czerwca 2008                                          |
| Bliski Wschód      | 5 lipca 2008                                             |

Edycja Reloaded deluxe
| Państwo         | Data              |
| --------------- | ----------------- |
| Włochy          | 12 listopada 2008 |
| Wielka Brytania | 17 listopada 2008 |

## Produkcja
- Rihanna – wokal
- Chris "Tricky" Stewart & Hannon B. Lane – keyboard
- Mikkel Eriksen & Tor Erik Hermansen (Stargate); keyboard, perkusja
- Bernt Rune Stray – gitara
- Espen Lind – gitara
- Chris "Tricky" Stewart – perkusja
- Doug Michels – trąbka
- Stevie Blacke – skrzypce, wiolonczela
- Ed Calle – instrumentacja
- Dana Teboe & John Kricker – puzon

- Główni producenci: Carter Administration
- Kierownictwo: Marc Jordan oraz Christa Shaub
- Zmiksowane przez Chrisa Gehringera
- A&R: Tyran "Ty Ty" Smith
- A&R Administracja: Jay Brown
- A&R Koordynacja: Terese Joseph
- Producenci wokalni: Terius "The-Dream" Nash, Ne-Yo, Stargate, Justin Timberlake, Makeba Riddick
- Reżyser artystyczny oraz projekt: J. Peter Robinson
- Fotografie: Roberto Deste
- Marketing: Angela Allen
- Pozostałe wokale: Ne-Yo, Jay-Z, Justin Timberlake, Terius "The-Dream" Nash, Chris Brown
- Reżyser i choreograf trasy koncertowej: Tina Landon[37]

## Pozycje na listach i certyfikaty
| Lista sprzedaży (2007)               | Najwyższa pozycja | Certyfikat |
| ------------------------------------ | ----------------- | ---------- |
| Australia ARIA Albums Chart          | 2                 | 3× platyna |
| Austria Albums Chart                 | 3                 | Platyna    |
| Belgia Albums Chart                  | 9                 | Platyna    |
| Dania Albums Chart                   | 2                 | Platyna    |
| Finlandia Albums Chart               | 1                 | Złoto      |
| Francja Albums Chart                 | 8                 | Platyna    |
| Hiszpania Albums Chart               | 9                 | 2× platyna |
| Holandia Albums chart                | 12                | -          |
| Irlandia Albums Chart                | 1                 | 3× platyna |
| Japonia Oricon Albums Chart          | 7                 | Złoto      |
| Kanada Albums Chart                  | 1                 | 3× platyna |
| Meksyk Albums Charts                 | 9                 | Złoto      |
| Niemcy Albums Chart                  | 4                 | Platyna    |
| Nowa Zelandia RIANZ Albums Chart     | 3                 | Platyna    |
| Polska Albums Chart                  | 3                 | Platyna    |
| Portugalia Albums Chart              | 14                | -          |
| UK Albums Chart                      | 1                 | 4× platyna |
| USA Billboard 200                    | 2                 | 2× platyna |
| USA Billboard Top R&B/Hip Hop Albums | 3                 | 2× platyna |
| Włochy Albums Chart                  | 21                | Złoto      |
| United World Chart                   | 1                 | 3x platyna |